# Habenaria weileriana
Espèce
Habenaria weileriana Schltr. est une espèce de plantes de la famille des Orchidaceae et du genre Habenaria, endémique d'Afrique centrale.

## Étymologie
Son épithète spécifique weileriana rend hommage à Justo Weiler qui la découvrit en fleurs en novembre 1905 à la plantation de Bibundi (Westafrikanische Pflanzungsgesellschaft Bibundi) qu'il dirigeait près d'Idenau, au Cameroun).

## Description
Habenaria weilariana est une herbe d'environ 30 cm de haut dont la tige est feuillue et qui possède des fleurs blanches.

## Habitat et distribution
Habenaria weilariana est une plante qui pousse sur les roches présentes dans les ruisseaux au Nigéria, au Cameroun et au Gabon.